# Sankt Oswald (Baixa Áustria)
Sankt Oswald (Baixa Áustria) é um município da Áustria localizado no distrito de Melk, no estado de Baixa Áustria.